# برتراند بيري
برتراند بيري (بالإنجليزية: Bertrand Berry)‏ هو لاعب كرة قدم أمريكية أمريكي، ولد في 15 أغسطس 1975 في هيوستن في الولايات المتحدة.

## وصلات خارجية
- برتراند بيري على موقع مرجع كرة القدم المحترفة.كوم (الإنجليزية)